# بیت عانا
بیت عانا (به عربی: بيت عانا) یک روستای سوری در منطقه جبله در استان لاذقیه در غرب سوریه است. بر اساس گزارش اداره مرکزی آمار سوریه (CBS)، بیت عنا در سرشماری سال ۲۰۰۴ دارای ۸۰۲ نفر جمعیت بوده است.